# Örmény katolikus pátriárkák listája
Az alábbi lista az Örmény Katolikus Egyház vezetőinek listája. Az örmény katolikus egyházfők a Katolikus Örmények Kilíkiai Házának katolikosz-pátriárkája címet viselik. Az örmény katolikus pátriárkák székhelye Libanonban, a Bejrúthoz közel fekvő Bzommár településen található. Az örmény katolikus egyházfők a Róma iránti hűség jeléül megválasztásukkor a Péter nevet veszik fel. Az első örmény katolikus pátriárkát 1740-ben választották meg, a választást XIV. Benedek pápa 1742-ben hagyta jóvá.

## A Katolikus Örmények Kilíkiai Házának katolikosz-pátriárkái
A pátriárkák neve mögött zárójelben az örmény név a klasszikus örmény helyesírás szerint szerepel.
- I. Ábrahám Péter Ardzivján (1740–1749) (Աբրահամ Պետրոս Ա. Արծիւեան)
- II. Jakab Péter Hovszepján (1749–1753) (Յակոբ Պետրոս Բ. Յովսէփեան)
- III. Mihály Péter Kászpárján (1753–1780) (Միքայէլ Պետրոս Գ. Գասպարեան)
- IV. Bazil Péter Avkadján (1780–1788) (Բարսեղ Պետրոս Դ. Աւգատեան)
- V. Gergely Péter Küpelján (1788–1812) (Գրիգոր Պետրոս Ե. Քիւբելեան)
- VI. Gergely Péter Dzseránján (1815–1841) (Գրիգոր Պետրոս Զ. Ճերանեան)
- VII. Jakab Péter Holászján (1841–1843) (Յակոբ Պետրոս Է. Հոլասեան)
- VIII. Gergely Péter Der Asztvadzadurján (1844–1866) (Գրիգոր Պետրոս Ը. Տէր Աստուածատուրեան)
- IX. Antal Péter Haszunján (1866–1881) (Անտոն Պետրոս Թ. Հասունեան)
- X. István Péter Azarján (1881–1899) (Ստեփանոս Պետրոս Ժ. Ազարեան)
- XI. Pál Péter Emmanvelján (1899–1904) (Պօղոս Պետրոս ԺԱ. Էմմանուէլեան)
- XII. Pál Péter Szabbagján (1904–1910) (Պօղոս Պետրոս ԺԲ. Սապպաղեան)
- XIII. Pál Péter Terzján (1910–1931) (Պօղոս Պետրոս ԺԳ. Թերզեան)
- XIV. Avetisz Péter Arpiarján (1931–1937) (Աւետիս Պետրոս ԺԴ. Արփիարեան)
- XV. Gergely Péter Agadzsanján (1937–1962) (Գրիգոր Պետրոս ԺԵ. Աղաճանեան)
- XVI. Ignác Péter Batanján (1962–1976) (Իգնատիոս Պետրոս ԺԶ. Պաթանեան)
- XVII. Hömajak Péter Gedigján (1976–1982) (Հմայեակ Պետրոս ԺԷ. Կետիկեան)
- XVIII. János Péter Kászpárján (1982–1999) (Յովաննէս Պետրոս ԺԸ. Գասպարեան)
- XIX. Nerszész Péter Tarmúni (1999–2015) (Ներսէս Պետրոս ԺԹ. Թարմունի)
- XX. Gergely Péter Gabroján (2015–2021) (Գրիգոր Պետրոս Ի. Կապրոյեան)
- XXI. Rafael Péter Minászján (2021–) (Ռափայէլ Պետրոս ԻԱ. Մինասեան)

## Külső hivatkozások
- az örmény katolikus pátriárkák hivatalos listája (archív, franciául)
- a legutóbb elhunyt pátriárka hivatalos oldala (nyugati örményül)

## Hivatalos honlap
- az Örmény Katolikus Egyház hivatalos honlapja